# Стирка

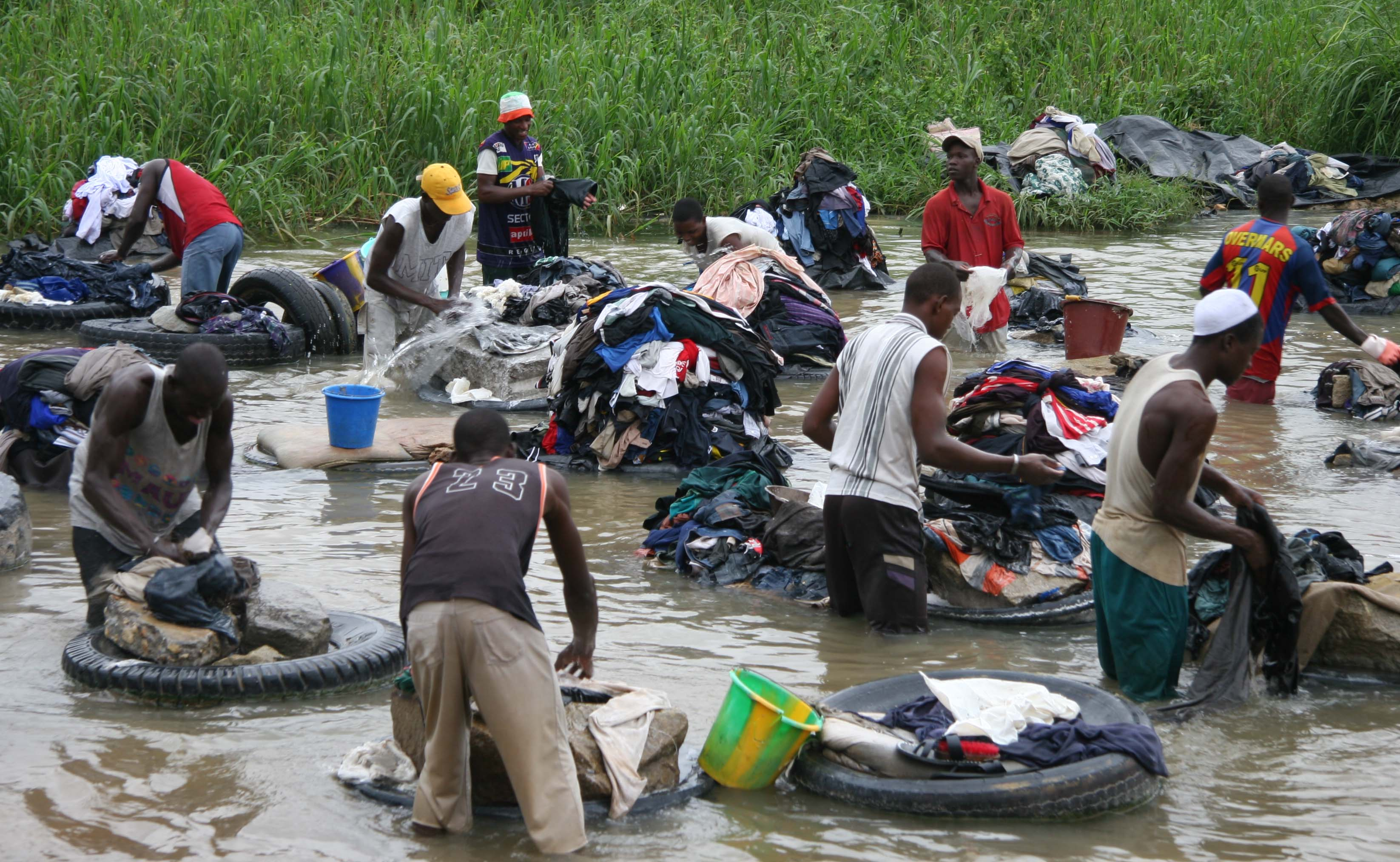
Стирка в реке, современный Абиджан

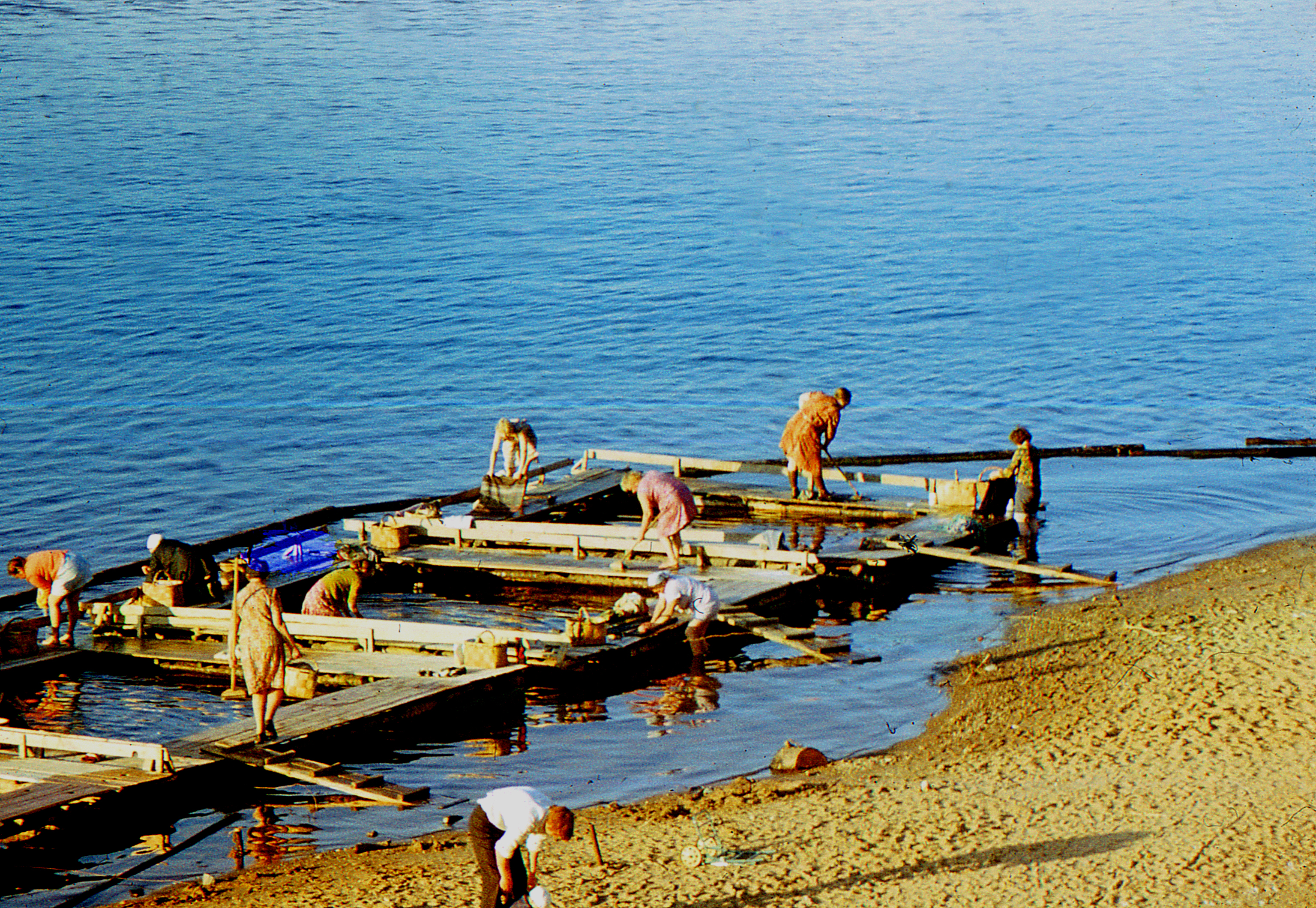
Портомойня. Великий Устюг (1980)

Сти́рка — физико-химический процесс очистки текстильных изделий (одежда, постельное бельё, занавески и т. д.), использующий водные растворы детергентов: поверхностно-активных веществ (ПАВ), энзимов, пигментов, отбеливателей и т. д. Традиционно основным назначением стирки было удаление различных загрязнений. Стирка может сочетаться с отбеливанием.

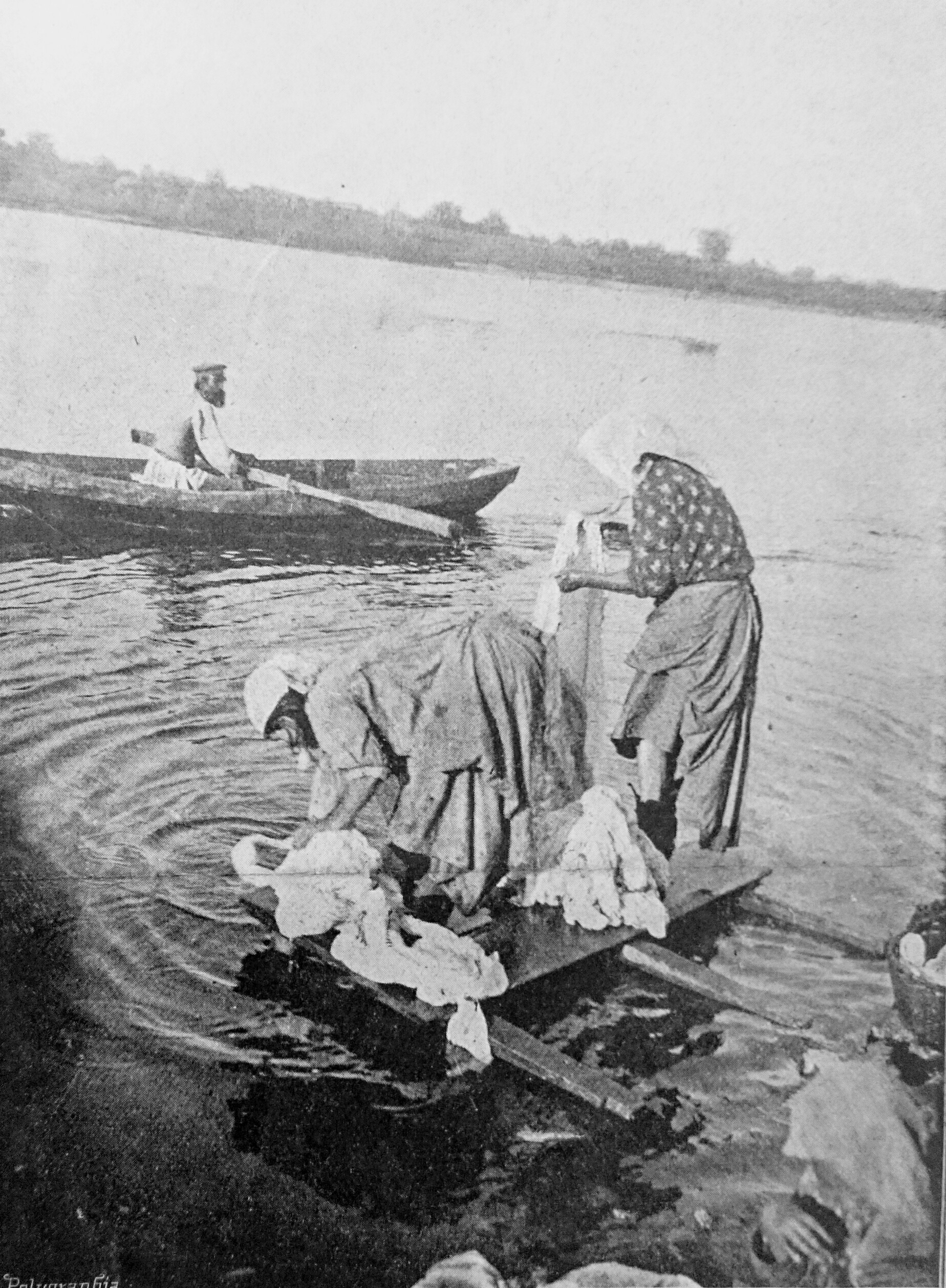
Прачки в окрестностях Москвы (1913)

В последнее время, в связи с повсеместным применением в тканях синтетических электризующихся волокон к назначению стирки относится и нанесение на ткани специальных веществ антистатиков с помощью так называемых кондиционеров.

## Способы стирки
- Ручная; применялась с незапамятных времён; прачка (устар. портомоя[1]) — профессионально занимающийся стиркой человек, чаще женщина, но в начале XX века существовали так называемые «китайские прачечные», где преимущественно работали мужчины[2]; прачечная — предприятие, оказывающее услуги стирки, глажки и мелкого ремонта белья.
- Машинная — с использованием стиральной машины. Наиболее современный и эффективный способ стирки, механизирующий, а сейчас и автоматизирующий все или почти все стадии стирки.
- Ультразвуковая — с использованием ультразвука. Потенциально перспективный способ стирки, однако существующее оборудование для ультразвуковой стирки имеет, к сожалению, сравнительно невысокую эффективность[3].

## Стадии стирки
- Замачивание — выдержка текстиля в растворе детергентов и/или отбеливателя для набухания, частичного растворения и химического разложения загрязнений.
- Отбеливание — процесс осветления материала до придания первоначального белого цвета изделия. Производится с применением специальных средств (отбеливателей, пятновыводителей). Существуют отбеливатели на основе хлора, кислородные отбеливатели активным веществом которых является кислород, отбеливатели на основе диоксида серы.
- Удаление загрязнений — исторически производилось путем прополаскивания или выколачивания ткани, смоченной раствором мыла, сапонинов или омыляющего агента, например, карбоната натрия («стиральной соды») руками, либо с помощью рубеля и/или стиральной доски. В настоящее время производится химическим путем с помощью детергентов.
- Кипячение — нагрев замоченного в растворе ПАВ или отбеливателя текстиля до температуры кипения с целью термического разложения некоторых видов загрязнений и дезинфекции.
- Отжим — удаление большей части стирального раствора путём выкручивания или центрифугирования.
- Полоскание — прополаскивание текстиля в чистой воде для удаления детергентов и эмульгированных загрязнений. Цикл «полоскание/отжим» может быть повторён несколько раз, до полного удаления остатка детергентов и загрязнений.
- Кондиционирование — прополаскивание текстиля в растворе кондиционера, улучшающего те или иные параметры ткани (смягчители, крахмал, синька, оптические отбеливатели, антистатики, ароматизаторы).
- Сушка — удаление воды из текстиля путём испарения.
- Глаженье — обычно не включается непосредственно как стадия в процесс стирки, но, как правило, замыкает технологический процесс очистки текстильных изделий и подготовки их к использованию.

Замачивание, кипячение и кондиционирование являются необязательными стадиями стирки.

## Реактивы для стирки

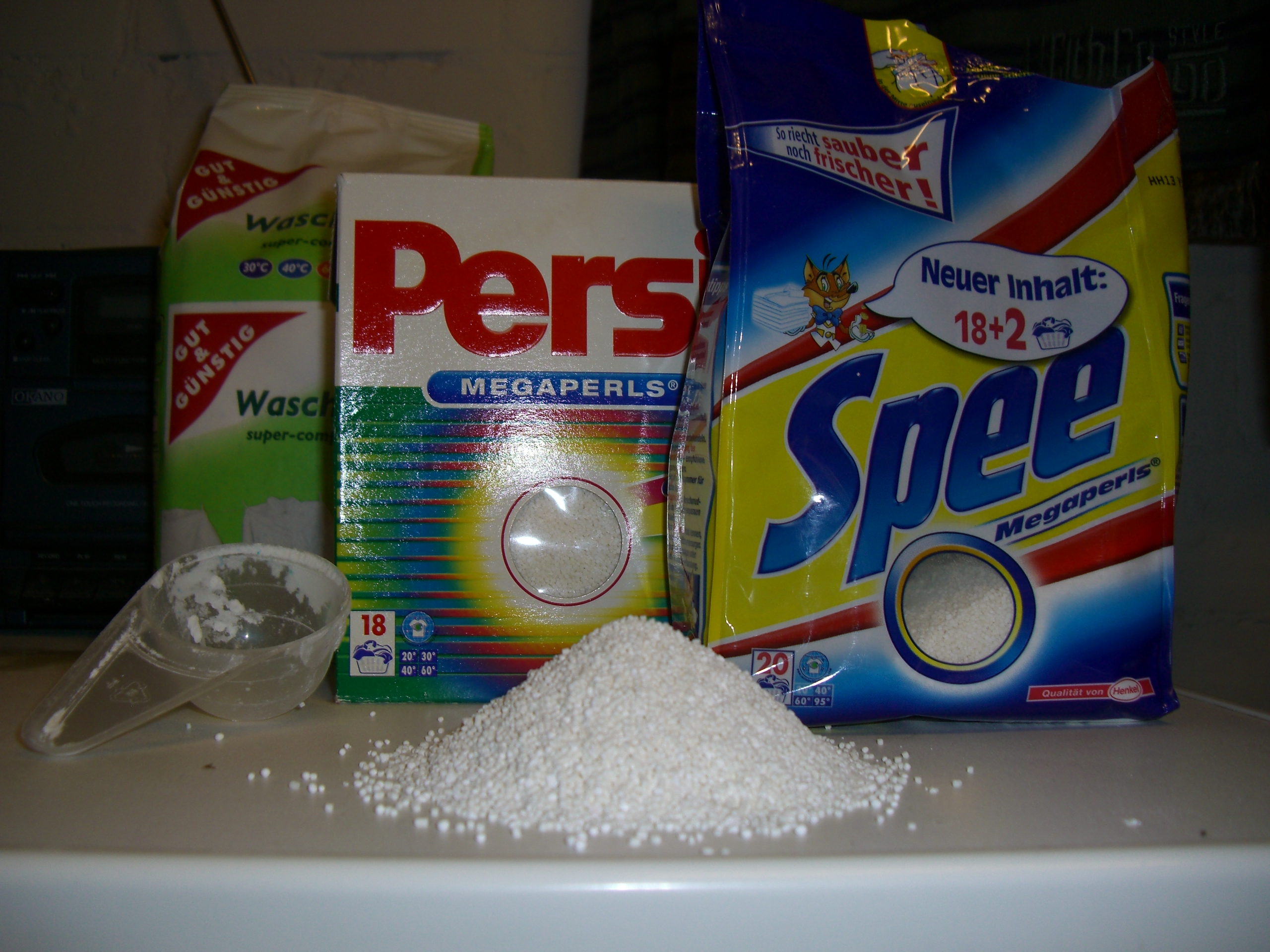
Стиральный порошок

### Поверхностно-активные вещества(ПАВ)
Эмульгируют загрязнения и понижают поверхностное натяжение стирального раствора, что способствует его проникновению меж волокон ткани. Может быть следующих видов:
По происхождению разделяются на:
- Натуральные: сапонины — поверхностно-активные вещества растительного происхождения.
- Искусственные: мыло — наиболее древний вид искусственных ПАВ, известный уже несколько тысячелетий. Для стирки обычно используют хозяйственное мыло.
- Синтетические, являющиеся основным компонентом стиральных порошков: например лаурилсульфат натрия.

По химическому составу поверхностно-активные вещества делятся на:
- Анионные ПАВ — обычно линейные алкилбензолсульфонаты или сульфаты спиртов, а также натриевые и калиевые соли жирных кислот (мыла́). Их основная функция в удалении загрязнений с тканей и суспендировании их в моющем растворе. Используются в порошковых и жидких моющих средствах для стирки.
- Неионогенные ПАВ — обычно этоксилированные спирты. Природные сапонины также относятся к этому классу веществ. Обладают более низким пенообразованием, чем анионные ПАВ. Они проявляют отличную способность к удалению масляных загрязнений (особенно с синтетических тканей). Используются в порошковых и жидких моющих средствах для стирки.
- Катионные ПАВ — обычно четвертичные аммонийные соединения (например диалкил (С12-С18) диметиламмоний сульфат). Используются для умягчения тканей и придания им антистатических свойств (кондиционеры для белья).

### Щелочныесоли
Омыляют жиры, облегчая их удаление, а также уменьшают жёсткость воды.
- Карбонат натрия (кальцинированная сода) — эта добавка нежелательна при ручной стирке, так как вредно действует на кожу.
- Фосфат натрия (тринатрий-фосфат) — эта добавка неблагоприятно действует на окружающую среду, вызывая эвтрофикацию водоёмов.

### Энзимы
Ферменты биологического происхождения, разлагающие те или иные органические загрязнения. Энзимы обычно теряют активность при слишком высокой температуре стирки. Наиболее часто применяются следующие энзимы:
- Протеаза — разлагает белки, облегчая удаление белковых загрязнений (пища, пот, слизь, плесень и т. п.). Неприменима при стирке белковых тканей (шерсть, натуральный шёлк), поскольку разрушает их. Также может постепенно разрушать полиамиды (нейлон, капрон).
- Кератиназа — разлагает кератин (роговое вещество), из которого состоят чешуйки кожи и мелкие волоски. Разрушает шерсть и натуральный шёлк. Также может постепенно разрушать полиамиды (нейлон, капрон).
- Амилаза — разлагает крахмал, облегчая удаление остатков пищи.
- Целлюлаза — разрушает тонкие волокна целлюлозы, что освежает цвет тканей растительного происхождения (хлопок, лён, конопля, джут). При слишком интенсивном использовании разрушает сами ткани.
- Липаза — разлагает жиры.

### Химические отбеливатели
Являясь окислителями, отбеливатели химически разлагают и обесцвечивают загрязнения, обладающие интенсивным цветом (например, пятна от вина или травы), а также способствуют дезинфекции. Отбеливатели делятся на хлорсодержащие и пероксидные.

### Пигменты
Применяются для улучшения цвета белых текстильных изделий. Синька применяется для коррекции жёлтого оттенка застиранного белья, а оптический отбеливатель («оптическая синька») является флуоресцентным веществом, преобразующим ультрафиолетовое излучение в синий свет, что устраняет желтизну и повышает альбедо.

### Крахмал
Добавление крахмала (подкрахмаливание) применяется для повышения механической жёсткости текстильных изделий после глажки, что позволяет им лучше держать форму при дальнейшем использовании.

### Вспомогательные вещества
К ним относятся:
- Умягчители воды, например трилон Б, цеолиты.
- Пенообразователи — увеличивают образование пены, что способствует очищению тканей при ручной стирке.
- Пеногасители, необходимы для предотвращения образования избыточной пены при машинной стирке.
- Антиресорбенты, предотвращающие оседание эмульгированных частиц загрязнений обратно на ткань, например карбоксиметилцеллюлоза.
- Солевой балласт, облегчающий растворение и регулирующий pH раствора, например сульфат натрия.
- Ароматизаторы (отдушки).
- Глицерин — позволяет избежать усадки тканей, обеспечивает мягкость и пушистость, имеется в составе кондиционера для белья.

## Правила стирки

### Символы стирки на ярлыках текстильных изделий
На ярлыках текстильных изделий указываются символы, регламентирующие правила их обработки. Для стирки это знак в виде тазика с водой.
Число на символе означает предельно допустимую температуру воды для стирки.
Одна горизонтальная черта внизу символа означает щадящие условия стирки. Количество белья в стиральной машине не должно превышать примерно 2/3 от максимально допустимого значения, сила механического воздействия (кручения) машины должна быть уменьшена. Отжимать в машине на уменьшенных количестве оборотов в минуту и продолжительности отжима. Вручную отжимать аккуратно.

Две горизонтальных черты внизу символа означают особо щадящие условия стирки. Количество белья в машине не должно превышать примерно 1/3 от максимально допустимого значения, сила механического воздействия (кручения) машины должна быть значительно снижена. Отжимать в машине на значительно уменьшенных количестве оборотов в минуту и продолжительности отжима. Вручную отжимать очень аккуратно, без перекручивания, либо не отжимать.
|  | Обычная стирка при температуре воды до 95 °C (допускается кипячение)                                   |
|  | Обычная стирка при температуре воды до 60 °C                                                           |
|  | Обычная стирка при температуре воды до 30 °C                                                           |
|  | Щадящая стирка при температуре воды до 30 °C                                                           |
|  | Особо щадящая стирка при температуре воды до 30 °C                                                     |
|  | Ручная стирка при температуре воды до 40 °C. Изделие не тереть. Отжимать аккуратно, без перекручивания |
|  | Стирка запрещена                                                                                       |

### Подготовка
Прежде всего вещи для стирки нужно подготовить.
- Вынуть всё из карманов одежды (ключи, деньги, записки и т. д.).
- Вывернуть наизнанку постельное бельё и удалить накопившийся в углах сор.
- Распрямить манжеты на рукавах рубашек.
- Брюки, юбки, трикотаж, носки, колготки, чулки вывернуть наизнанку. Так они дольше сохраняют свой цвет.
- Расстегнуть пуговицы.
- Молнии, кнопки и крючки застегнуть.
- Связать шнурки и тесёмки.
- Пятна при необходимости обработать пятновыводителем.

### Сортировка
Вещи рассортировать по составу и виду используемой ткани, а также по цвету.
Для начала следует обратить внимание на этикетки с маркировкой и на состав ткани. Одежду, требующую более деликатной стирки с особыми требованиями по температуре и/или реагентам, откладываем отдельно, к ней можно добавить слабо загрязнённые вещи из более грубых тканей, совместимые по цвету и условиям стирки. Синтетику нельзя стирать вместе с хлопком.
Во избежание окрашивания одних тканей другими вследствие линьки белые вещи следует стирать отдельно, светлые отдельно, тёмные отдельно. Допустимо закладывать совместно белое с цветным не линяющим и светлым. Отдельно также рекомендуется стирать сильно линяющую и сильно загрязнённую одежду (впрочем, для освежения цвета можно простирать тёмную сильно линяющую вещь вместе с другими изделиями того же цвета). Цветные вещи не рекомендуется стирать при слишком высокой температуре.
Сильно загрязнённые изделия из не слишком деликатных тканей лучше стирать с замачиванием.
Вещи, требующие кипячения (или машинной стирки при 95 °C) с целью дезинфекции, также стираем отдельно.

### Требования к стирке для разных тканей
По условиям для стирки ткани можно разбить на следующие группы:
- Натуральные растительные ткани: хлопок, лён, конопля, джут. Можно стирать практически при любой температуре и практически с любыми реагентами.
- Натуральные ткани животного происхождения: шерсть, шёлк, а также полиамиды: нейлон, капрон. Такие ткани нужно стирать бережно, при температуре не выше 50-60 °C. Их нельзя стирать с энзимами, разлагающими белки (протеаза, кератиназа), нельзя применять химические отбеливатели, щелочные соли.
- Искусственные волокна (вискоза). Стирать при температуре не выше 30 °C, отжимать бережно, без перекручивания.
- Полиэфиры: лавсан (терилен); полиакрилаты: акрил; полиуретаны: лайкра. Стирать при температуре не выше 50-60 °C. Категорически нельзя стирать с щелочными солями, в том числе даже хозяйственным мылом (оно содержит карбонат натрия), нельзя применять отбеливатели на основе хлора.
- Смешанные ткани (лавсан + шерсть, лавсан + хлопок, нейлон + лайкра и т. д.). Логическое произведение ограничений, соответствующих каждому из типов волокон.

## Оборудование для стирки

### Ручная стирка

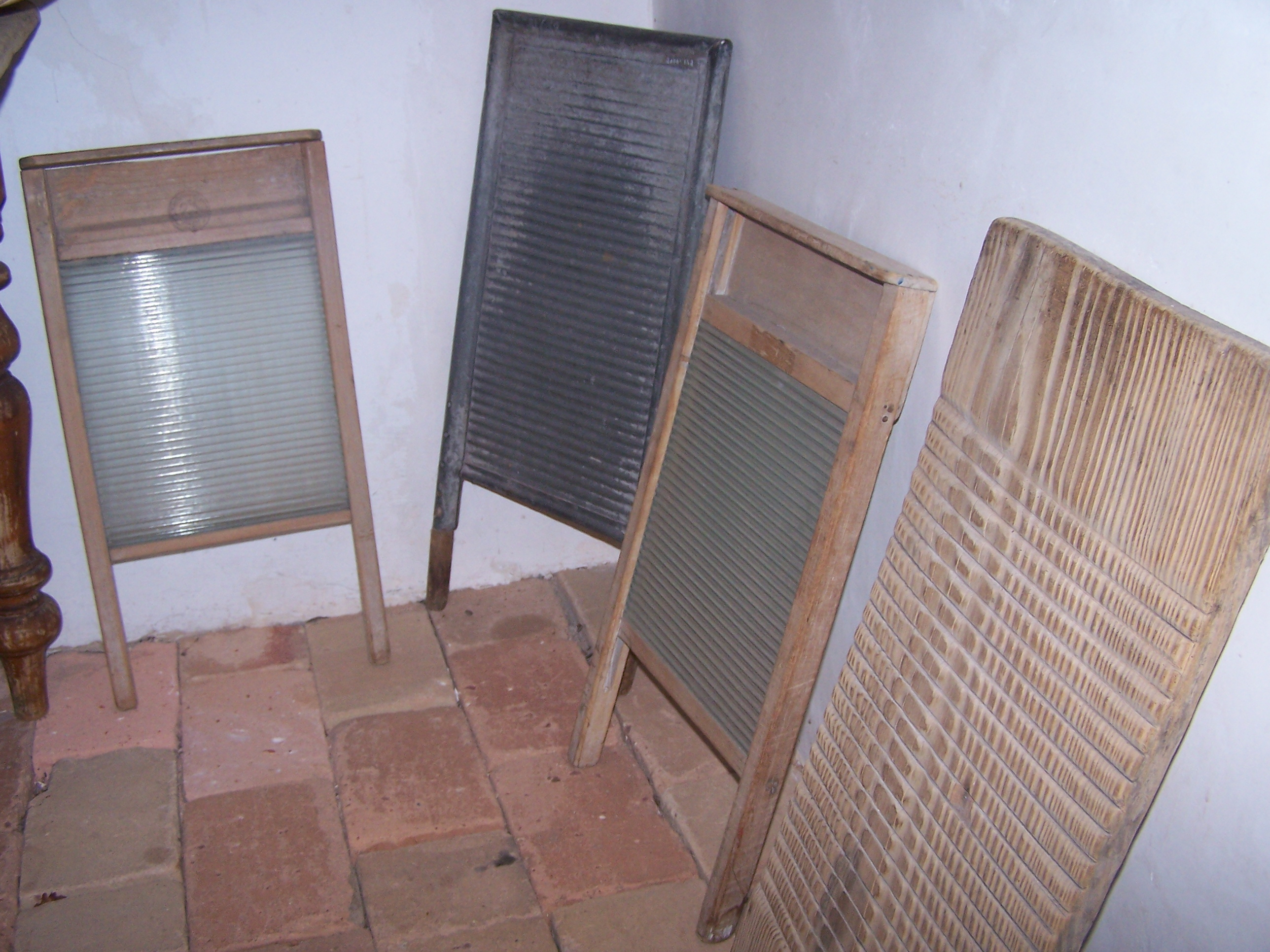
Различные виды стиральных досок

Ручная стирка обычно производится в той или иной ёмкости (таз, ведро, корыто, ванна). Для интенсификации процесса очищения тканей при стирке может быть использована стиральная доска, а также щётка. Полоскание может также производиться в природном водоёме (река, озеро), в прохладном климате зимой для этого приходится делать прорубь.

### Машинная стирка
Машинной стиркой называется стирка, осуществляемая с помощью специального полуавтоматического или автоматического устройства — стиральной машины. В настоящий момент это наиболее удобный способ стирки, распространённый в странах с высоким и средним уровнем жизни.

### Загрузка стиральной машины
Согласно рекомендациям производителей, наиболее оптимальной считается загрузка барабана стиральной машины-автомат на 2/3 для тканей из хлопка и льна, а для деликатных и тонких тканей – 1/2. В перегруженном барабане уменьшается качество стирки, вещи испытывают сильное механическое повреждение вследствие трения, а срок службы стиральной машины значительно сокращается.

### Ультразвуковая стирка
Производится в ультразвуковой ванне, в качестве которой может быть использована любая ёмкость, с применением источника ультразвука.
Пьезокерамический излучатель возбуждает ультразвуковые колебания, обладающие хорошей проникающей способностью в жидкой среде и создающие на поверхности загрязненных волокон текстильных изделий особые микровоздействия, которые нарушают сцепление микрочастиц загрязнений с волокнами изделий и облегчают их удаление поверхностно активными веществами моющего раствора стирального порошка или мыла. Таким образом, очищение волокон ткани происходит изнутри, что в теории позволяет достичь высокой эффективности стирки. Однако, доступные рядовому потребителю приборы для ультразвуковой стирки, к сожалению, малоэффективны.

### Сушка
Осуществляется либо естественным образом (путём развешивания выстиранного текстиля на свежем воздухе, в помещении или на батарее центрального отопления), либо с помощью сушилки или тепловентилятора, создающих поток горячего воздуха. В гостиницах, общежитиях, казармах и т. п. иногда устраиваются специальные помещения — сушильные комнаты, в которых благодаря большому количеству отопительных батарей поддерживается повышенная температура, что ускоряет сушку.
Существуют также стиральные машины с функцией сушки.
Во избежание пожара запрещается производить сушку белья в неприспособленных для этого местах: на батареях электрообогревателя, над кухонной плитой и т. п.